# Liste de saints franciscains
Sont inclus dans cette liste de saints franciscains les personnes béatifiées ou canonisées par l'Église catholique, laïcs ou religieuses, qui furent membres de divers instituts religieux inspirés de la vie de saint François d'Assise et de la spiritualité qui en émane, tels les Tertiaires (Tiers-Ordre franciscain), les Capucins, les Frères Mineurs, les Conventuels, les Clarisses, et d'autres.

## Annonciade
- Sainte Jeanne de Valois. Fêtée le 4 février.

## Capucins
- Saint François-Marie de Camporosso. Fêté le 17 septembre.
- Saint Félix de Cantalice. Fêté le 18 mai.
- Saint Fidèle de Sigmaringen. Fêté le 24 avril.
- Saint Léopold Mandic. Fêté le 30 juillet.
- Bienheureux Honorat de Biala. Fêté le 16 décembre.
- Saint Padre Pio. Fêté le 23 septembre.
- Saint Joseph de Leonessa. Fêté le 4 février.
- Saint François Antoine Fasani Fêté le 29 novembre.
- Bienheureux Jacques de Ghazir, fondateur des franciscaines de la Croix du Liban , fêté le 26 juin
- Bienheureux Théodoric Balat. Fêté le 9 juillet.
- bienheureux Didace († 1801) ou Diego, , originaire de Cádiz, capucin à Séville, prêtre qui parcourut l'Espagne, surnommé « l'apôtre de l'Andalousie » ; fêté localement le 24 mars

## Clarisses
- Sainte Claire d'Assise. Fêtée le 11 août.
- Sainte Élisabeth de Portugal. Fêtée le 4 juillet.
- Sainte Kinga de Pologne. Fêtée le 24 juillet.
- Bienheureuse Louise de Savoie. Fêtée le 24 juillet.
- Bienheureuse Marguerite de Lorraine-Vaudémont. Fêtée le 2 novembre.
- Bienheureuse Isabelle de France. Fêtée le 22 février.
- Bienheureuse Rani Maria Vattalil. Fêtée le 25 février.
- Sainte Philippa Mareri. Fêtée le 16 février.
- Sainte Agnès de Bohême. Fêtée le 2 mars.
- Sainte Agnès d'Assise. Fêtée le 16 novembre.
- Sainte Benoîte d'Assise. Fêtée le 16 mars.
- Sainte Aimée d'Assise. Fêtée le 20 février.
- Sainte Alphonsine de l’Immaculée ou Alfonsa Muttathupadathu. Fêtée le 28 juillet.
- Sainte Jacinthe Mariscotti. Fêtée le 30 janvier.
- Bienheureuse Hélène Enselmini. Fêtée le 4 novembre.
- Bienheureuse Bonne de Carlat. Fêtée le 26 octobre.
- Sainte Catherine de Bologne. Fêtée le 9 mars.
- Sainte Eustache Smerlada Calafato. Fêtée le 20 janvier.
- Sainte Véronique Giuliani. Fêtée le 9 juillet.
- Bienheureuse Florida Cevoli (1685-1767), fêtée le 12 juin
- Bienheureuse Marie Madeleine Martinengo (1687-1737), fêtée le 27 juillet.
- Bienheureuse Marie Angèle Astorch (1592-1665), fêtée le 2 décembre.

- Vénérable Raphaëlle Marie de Jésus-Hostie (1915-1991)

## Colettine
- Sainte Colette de Corbie. Fêtée le 6 mars.

## Franciscains
- Saint François d'Assise. Fêté le 4 octobre.
- Saint Antoine de Padoue. Fêté le 13 juin.
- Bienheureux Raymond Lulle. Fêté le 29 juin.
- Saint Bonaventure de Bagnoregio. Fêté le 15 juillet.
- Saint Benoît le More. Fêté le 4 avril.
- Saint Bernardin de Sienne. Fêté le 20 mai.
- Saint Jean de Capistran. Fêté le 23 octobre.
- Saint Jacques de la Marche. Fêté le 28 novembre.
- Saint Godefroid Coart. Fêté le 9 juillet.
- Bienheureux Duns Scot. Fêté le 8 novembre.
- Bienheureux Bernardin de Feltre. Fêté le 28 septembre.
- Saint Crispin de Viterbe. Fêté le 23 mai.
- Saint Pierre d'Alcántara. Fêté le 19 octobre.
- Saint Jean Discalceat. Fêté le 15 décembre.
- Saint Louis d'Anjou. Fêté le 19 août.
- Serviteur de Dieu Abbé Pierre. Fêté le 22 janvier.
- Bienheureux Jean de Parme. Fêté le 19 mars.
- Saint Laurent de Brindes. Fêté le 21 juillet.
- Saint François Solano. Fêté le 14 juillet
- Bienheureux Jacopone da Todi. Fêté le 25 décembre.
- Saint Pascal Baylon. Fêté le 17 mai
- Saints Nicolas Tavelić, Pierre de Narbonne,  Déodat Aribert de Rodez (de), Étienne de Cuneo (it). Fêtés le 14 novembre.
- Serviteur de Dieu Franz Stock. Fêté le 24 février.
- Saint Antoine de Sainte-Anne Galvão. Fêté le 23 décembre.
- Saint Apollinaire Franco, . Fêté le 12 septembre.
- Saint Bernard de Corleone. Fêté le 12 janvier.
- Saints franciscains martyrs du Maroc. Fêtés le 16 janvier.
- Saint Charles de Sezze. Fêté le 6 janvier.
- Saint Léonard de Port-Maurice. Fêté le 26 novembre.
- Saint Joseph de Cupertino. Fêté le 18 septembre.
- Saint Salvador d'Horta. Fêté le 18 mars
- Saint Théophile de Corte. Fêté le 19 mai.
- Saint Antonin Fantosati. Fêté le 7 juillet.
- Saint Benoît le More. Fêté le 4 avril.
- Saint Céside Giacomantonio. Fêté le 4 juillet.
- Saint Joseph Marie Gambaro. Fêté le 9 juillet.
- Saint Pierre Regalado. Fêté le 13 mai.
- Saint Laurent de Villamagna. Fêté le 6 juin.
- Saint Junípero Serra. Fêté le 28 août.
- Saint André Bauer. Fêté le 9 juillet
- Saint Gonzalve Garcia Fêté le 6 février.
- Saint Élie Facchini Fêté le 9 juillet.
- Saint Simon de Lipnica Fêté le 18 juillet.
- Saint Aimé Ronconi. Fêté le 8 mai.
- Saint Philippe de Jésus († 1597), né à Mexico de parents espagnols, franciscain à Puebla, crucifié à Nagasaki ; fêté localement le 5 février
- Saint Grégoire Grassi, fêté le 9 juillet

- Antoine de Saxe († 1369), Grégoire, Nicolas, Thomas et Ladislas, martyrs à Widden

- Bienheureux André Caccioli (°1194 - † vers 1254), bienheureux, prêtre franciscain né à Spello en Ombrie ; célébré le 3 juin
- Bienheureux André Hibernon († 1602), religieux franciscain ; célébré localement le 18 avril
- Bienheureux Bonaventure de Barcelone. Fête le 11 septembre.
- Bienheureux Frédéric Jansoone. Fêté le 5 août.
- Bienheureux André de Segni Fêté le 1er février.
- Bienheureux Vincent. Fêté le 7 août.
- Bienheureux Guy de Cortone. Fêté le 12 juin.
- Bienheureux Gérard Cagnoli. Fêté le 29 décembre.
- Bienheureux Catalan Fabri et Pierre Pasqual. Fêtés le 11 février.
- Bienheureux Emmanuel Ruiz. Fêté le 10 juillet.
- Bienheureux Gérard de Lunel. Fêté le 25 mai.
- Bienheureux Charles Meehan. Fêté le 12 août ou le 22 novembre.
- Bienheureux Gabriel Ferretti († 1456), prêtre né à Ancône d'une famille noble ; fêté le 9 novembre.
- Bienheureux Pierre de l'Assomption, fêté le 22 mai.
- Bienheureux Valentin Paquay, fêté le 1er janvier.
- Bienheureux Jean d'Avellino (mort en 1329), célébré localement le 11 juin
- Bienheureux Jean Forest (mort en 1538), prêtre franciscain martyr en Angleterre ; célébré le 22 mai.
- Bienheureux Jean de Sainte-Marthe (mort en 1618), missionnaire franciscain martyr décapité à Kyoto au Japon ; célébré le 16 août
- Bienheureux Michał Tomaszek et Zbigniew Strzałkowski, fêtés le 9 août.
- Bienheureux Antonin Bajewski, fêté le 7 mai.
- Bienheureux Raphaël Chyliński (1694-1741) ; célébré le 2 décembre.
- Bienheureux Gabriel Allegra († 1979) traducteur de la Bible en chinois. Fêté le 26 janvier.
- Bienheureux François Zirano († 1603), franciscain martyr à Alger. Fêté le 25 janvier
- Bienheureux Achille Puchala († 1943), avec Karol Herman Stępień (pl), martyrs fusillés et brûlés par les nazis en Pologne ; fêtés le 19 juillet
- Bienheureux Samuel Marzorati († 1716), bienheureux, avec ses compagnons Libérat Weiss et Michel Pie Fasoli, martyrs lapidés près de Gondar en Éthiopie ; célébrés le 20 novembre ou localement le 3 mars
- Bienheureux François de Caldarola. Fêté le 13 septembre
- Bienheureux Alphonse de Rojas († 1617), professeur à Salamanque, précepteur des enfants du duc et chanoine de Rojas ; fêté le 21 mars
- Bienheureux Bonaventure de Potenza, fêté le 26 octobre.
- Bienheureux Gilles le Confesseur ou Gilles d'Assise († 1262), bienheureux, un des six premiers compagnons de François d'Assise ; fêté le 23 avril
- Bienheureux Stanisław Antoni Trojanowski (°1908 - †1942), martyr à Auschwitz ; fêté le 28 février
- Bienheureux Luca Belludi, fêté le 17 février.

- Vénérable Franceschino de Ghisoni
- Vénérable Francisco Valdés Subercaseaux
- Vénérable Rafael Manuel Almansa Riaño

## Franciscaines
- Sainte Marianne Cope, sœur franciscaine de Syracuse. Fêtée le 23 janvier.
- Saintes Marie-Hermine de Jésus, Marie-Adolphine, Marie-Amandine, Marie de la Paix Giuliani, Marie de Saint-Just, Marie Claire Nanetti et Marie de Sainte-Nathalie Guerguin, franciscaines missionnaires de Marie, martyres en Chine. Fêtées le 9 juillet.
- Sainte Angèle de Foligno. Fêtée le 4 janvier.
- Sainte Marie Bernarde Bütler, fondatrice des Franciscaines missionnaires de Marie Auxiliatrice, fêtée le 19 mai.

- Bienheureuse Marguerite Szewczyk, cofondatrice des franciscaines de Notre-Dame des Douleurs avec Honorat de Biala, fêtée le 5 juin
- Bienheureuse Françoise Schervier, fondatrice des sœurs des pauvres de Saint François. Fêtée le 14 décembre.
- Bienheureuse Marie de la Passion, fondatrice des franciscaines missionnaires de Marie. Fêtée le 15 novembre.
- Bienheureuse Maria Assunta Pallotta, des franciscaines missionnaires de Marie. Fêtée le 7 novembre.
- Bienheureuse Marie Claire de l'Enfant Jésus, fondatrice des Franciscaines hospitalières de l'Immaculée Conception. Fêtée le 1er décembre.
- Bienheureuse Marie-Catherine Troiani, fondatrice des franciscaines missionnaires du Cœur immaculé de Marie. Fêtée le 6 mai.
- Bienheureuse Élisabeth Vendramini, fondatrice des franciscaines élisabethines. Fêtée le 2 avril.
- Bienheureuse Marie Louise Velotti, fondatrice des franciscaines adoratrices de la Sainte Croix. Fêtée le 3 septembre.
- Bienheureuse Marie Cabanillas, fondatrices des missionnaires franciscaines. Fêtée le 25 août.
- Bienheureuse Marie Rose Flesch, fondatrice des franciscaines de la Bienheureuse Vierge Marie des Anges, fêtée le 25 mars.
- Bienheureuse Marie-Thérèse Bonzel, fondatrice des Pauvres sœurs Franciscaines de l'Adoration Perpétuelle, fêtée le 6 février
- Bienheureuse Marie del Carmen González Ramos, fondatrice des franciscaines des Sacrés Cœurs d'Antequera, fêtée le 9 novembre
- (prochainement) Bienheureuse Marie Laurence Longo, fondatrices des clarisses capucines, fêtée le 21 décembre
- Bienheureuse Marija Petković, fondatrice des filles de la miséricorde franciscaine, fêtée le 9 juillet.
- Bienheureuse Marie Anne Mogas Fontcuberta, fondatrice des franciscaines missionnaires de la Mère du Divin Pasteur, fêtée le 6 octobre.
- Bienheureuse Marie Charité Brader, fondatrice des franciscaines de Marie Immaculée, fêtée le 27 février.

- Vénérable Serafina Gregoris, sœur franciscaine du Christ Roi. Fêtée le 30 janvier.
- Vénérable Maria Teresa Dudzik, fondatrice des franciscaines de Chicago.
- Vénérable Maria di San Francesco Wilson, née Maria Giovanna (1840-1916), fondatrice de la Congrégation des sœurs franciscaines de Notre-Seigneur de la Victoire
- Vénérable Françoise du Saint-Esprit, fondatrice des franciscaines du Saint-Esprit de Montpellier.
- Vénérable Humilde Patlán Sánchez, des franciscaines de l'Immaculée Conception (Mexique)

## Franciscains Conventuels
- Saint Félix de Nicosie. Fêté le 2 juin.
- Saint Maximilien Kolbe. Fêté le 14 août.
- Saint Léonard de Port-Maurice, des frères mineurs réformés de la stricte observance. Fêté le 26 novembre.
- Saint Jean de Dukla. Fêté le 29 septembre
- Saint Humble de Bisignano. Fêté le 27 novembre.
- Saint Jean de Triora. Fêté le 7 février.
- Saint Ludovic de Casoria. Fêté le 30 mars.
- Saint Diego d'Alcalá. Fêté le 12 novembre.
- Saint Jean-Joseph de la Croix Fêté le 5 mars.

- Bienheureux Antonin Bajewski. Fêté le 7 mai.
- Bienheureux Boniface Zukowski. Fêté le 10 avril.
- Bienheureux  Dionisio Vincente Ramos († 1936), et Francisco Remon Jativa. Fêtés le 31 juillet.
- Bienheureux Marc Fantuzzi, fêté le 10 avril.
- Bienheureux Didace († 1919), ou Diego, de son vrai nom Joseph Oddi, analphabète, erra sur les routes de Subiaco en demandant l'aumône ; fêté le 3 juin.

- Vénérable Didace Pelletier (°1657 - †1699), récollet frère franciscain canadien né à Ste-Anne de Beaupré, charpentier et bâtisseur d'églises ; fêté le 21 février par les franciscains.

## Tertiaires-Franciscains (séculiers et réguliers)
- Sainte Maria Goretti. Fêtée le 6 juillet.
- Saint Pierre Wirth. Fêté le 28 mars.
- Saint Benoît-Joseph Labre. Fêté le 16 avril.
- Sainte Élisabeth de Hongrie. Fêtée le 17 novembre.
- Saint Joseph Moscati. Fêté le 15 novembre.
- Bienheureux Luchèse de Caggiano. Fêté le 28 avril.
- Sainte Rose de Viterbe. Fêtée le 6 septembre.
- Saint Louis IX. Fêté le 25 août.
- Sainte Marguerite de Cortone. Fêtée le 22 février.
- Bienheureux Gérard de Lunel. Fêté le 24 mai.
- Bienheureuse Angélique de Marsciano. Fêtée le 15 juillet.
- Saint Vincent de Paul. Fêté le 27 septembre.
- Saint Jean Bosco. Fêté le 31 janvier.
- Sainte Angèle Mérici, fêtée le 27 janvier.
- Vénérable Pie XII. Fêté le 9 octobre.
- Saint Jean XXIII. Fêté le 20 octobre.
- Servante de Dieu Marthe Robin. Fêtée le 6 février.
- Saint Pie X. Fêté le 21 août.
- Saint Louis Orione. Fêté le 12 mars.
- Sainte Marie-Madeleine Postel. Fêtée le 16 juillet.
- Bienheureuse Rosa Flesch. Fêtée le 19 juin.
- Saint Elzéar de Sabran. Fêté le 27 septembre.
- Saints Louis et Zélie Martin. Fêtés le 12 juillet.
- Saint Jean-Marie Vianney, curé d'Ars. Fêté le 4 août.
- Sainte Anna-Maria Gallo, en religion Marie-Françoise des Cinq-Plaies fêtée le 6 octobre.
- Vénérables Sergio et Domenica Bernardini. Fêtés le 20 mai.
- Vénérable Giacomo Gaglione. Fêté le 28 mai.
- Bienheureux Séverin Girault. Fêté le 29 août.
- Bienheureux Jakob Franz Alexander Kern. Fêté le 20 octobre.
- Bienheureux Raymond Lulle. Fêté le 29 mars.
- Bienheureux Zéphyrin Giménez Malla. Fêté le 4 août.
- Bienheureux Paul Josef Nardini, fondateur des Pauvres franciscaines de la Sainte-Famille. Fêté le 27 janvier.
- Vénérable Matt Talbot. Fêté le 7 juin.
- Bienheureuse Theresia Bonzel. Fêté le 6 février.
- Bienheureuse Delphine de Sabran. Fêtée le 26 novembre.
- Bienheureux Jean Pelingotto (1240 - 1304), tertiaire franciscain à Urbino en Italie, fêté le 1er juin.
- Vénérable Juliette Colbert de Barolo. Fêtée le 19 janvier.
- Sainte Mariana de Jésus. Fêtée le 26 mai.
- Bienheureuse Ludovica Albertoni († 1530), jeune veuve romaine, fêtée le 31 janvier.
- Bienheureux Conrad de Plaisance, fêté le 19 février
- Bienheureuse Thérèse Manganiello, fêtée le 4 novembre.
- Bienheureuse Bolesława Lament, fêtée le 29 janvier.
- Bienheureuse Jacqueline de Septisoles, fêtée le 8 février.
- Bienheureux Franz Jägerstätter, fêté le 9 août.
- Saint Philippe Néri, († 1595) tertiaire capucin, fêté le 26 mai.
- Vénérable Antonino da Patti

## Autres
- Saint Zygmunt Szczęsny Feliński, fondateur des Franciscaines de la famille de Marie, fêté le 17 septembre